# Bairawa
Bairawa (en népalais : वैरवा) est un comité de développement villageois du Népal situé dans le district de Saptari. Au recensement de 2011, il comptait 4 597 habitants.